# Svatý rok 1750
Jubilejní Svatý rok 1750 (17. řádné univerzální jubileum), který navázal na předchozí řadu Svatých roků, byl vyhlášen 5. května 1749 bulou Peregrinantes a Domino. Podle dobových záznamů se do Říma sjelo více než milion poutníků, včetně několika velvyslanců a skupin z daleké Západní Indie, Egypta a Arménie. Příliv poutníků byl tak velký, že římské charitativní a špitální instituce byly nuceny pronajímat královské paláce, aby počet poutníků zvládly. Poprvé byla kupole svatého Petra a Berniniho kolonáda osvětlena tisíci hořících pochodní. Po celém městě bylo postaveno 3000 křížů. Papež Benedikt XIV. také zavedl v Koloseu velkopáteční Via Crucis, a posvětil tak slavný amfiteátr jako posvátný prostor vyhrazený k uctění památky mučednické smrti prvních křesťanů.

## PapežSvatého roku 1750

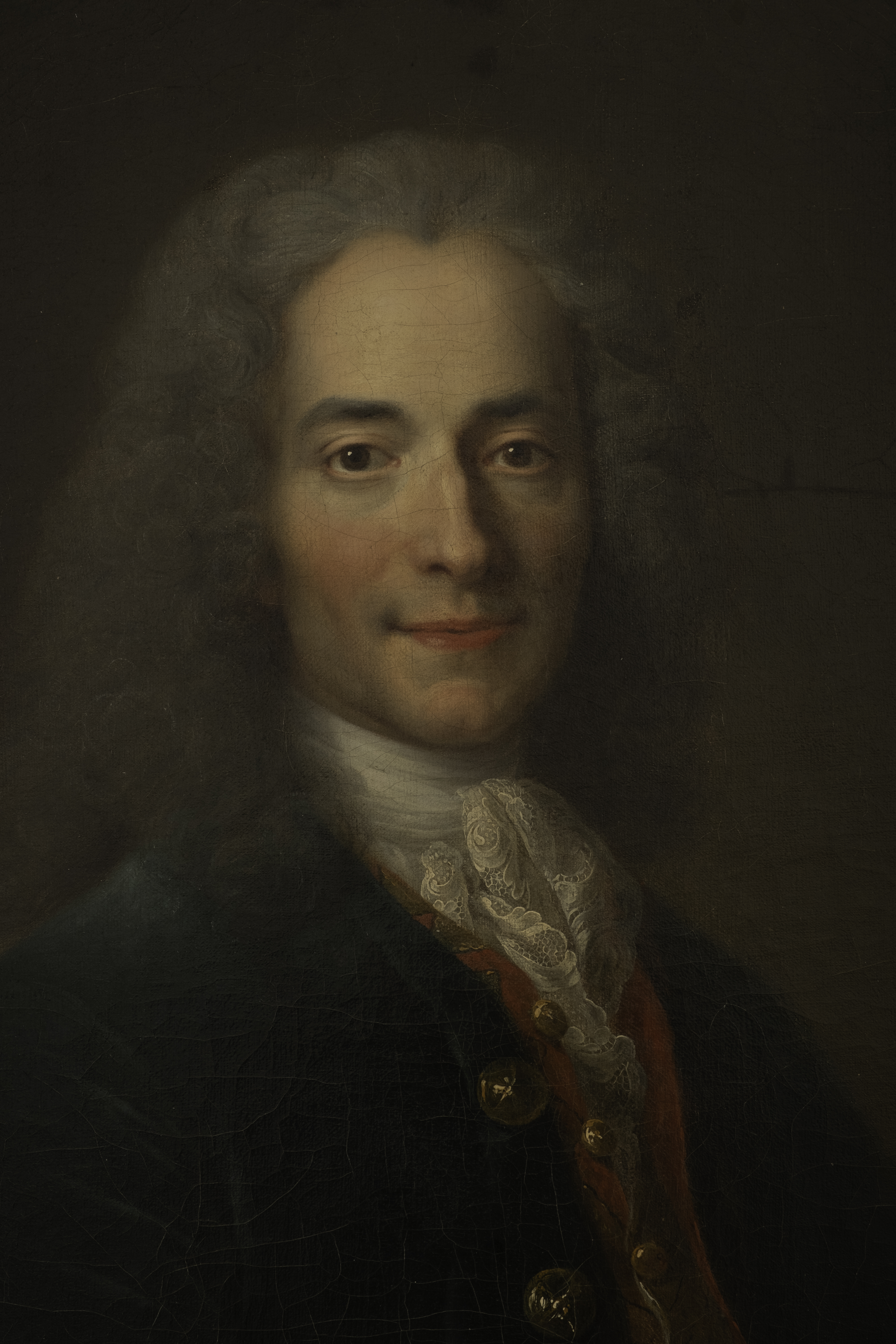
Voltaire (1694 – 1778)

V roce 1750 slavil Svatý rok papež Benedikt XIV., zvolený po desetiměsíčním konkláve v roce 1740. Během procesu o svatořečení sv. Jana Nepomuckého byl tzv. obhájcem ďábla, k svatořečení papežem Benediktem XIII. došlo v roce 1729. Prosper Lambertini, jak znělo rodné jméno Benedikta XIV., byl předtím arcibiskupem v Bologni a proslul v celém tehdejším světě dvěma vynikajícími vlastnostmi: svou učeností a přitom rozšafným smyslem pro praktické věci. Už v Bologni ho nazývali „dobrým Lambertinim“. Sorbonna chtěla umístěním jeho obrazu ve velké univerzitní aule zase poctít jeho vzdělanost, odpovídající úrovni doby. I sám Voltaire složil k jeho poctě verše a Marie Terezie se o něm vyjádřila, že vyniká svou moudrostí.

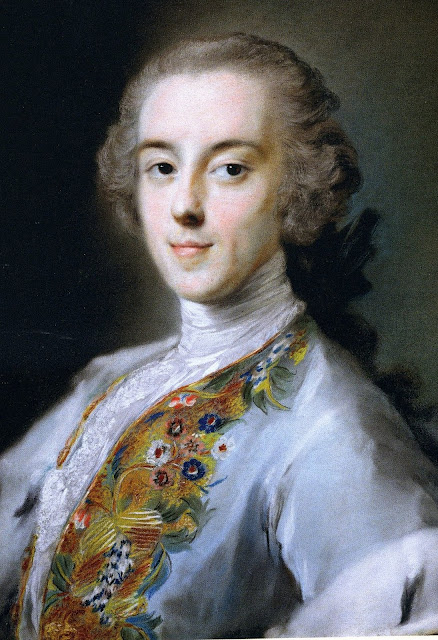
Horace Walpole kolem roku 1741, autor obrazu Rosalba Carriera

A syn anglického ministerského předsedy Horatius Walpole, sám přesvědčený anglikán, dal ve své vile postavit jeho sochu s nápisem: „Milován katolíky, ctěn protestanty, skromný a nezaujatý vládce, který nezná milce, papež, kterému je cizí nepotismus, přes své vědomosti a nadání skromný učitel, soudce, jemuž schází přísnost.“ Stejnojmenný příbuzný britského ministra Pitta si dal pořídit jeho bustu, pod niž složil následující nápis: „Jan Pitt, který neřekl nikdy nic dobrého o knězi římské církve, dal postavit tento památník k poctě papeže Benedikta XIV.“

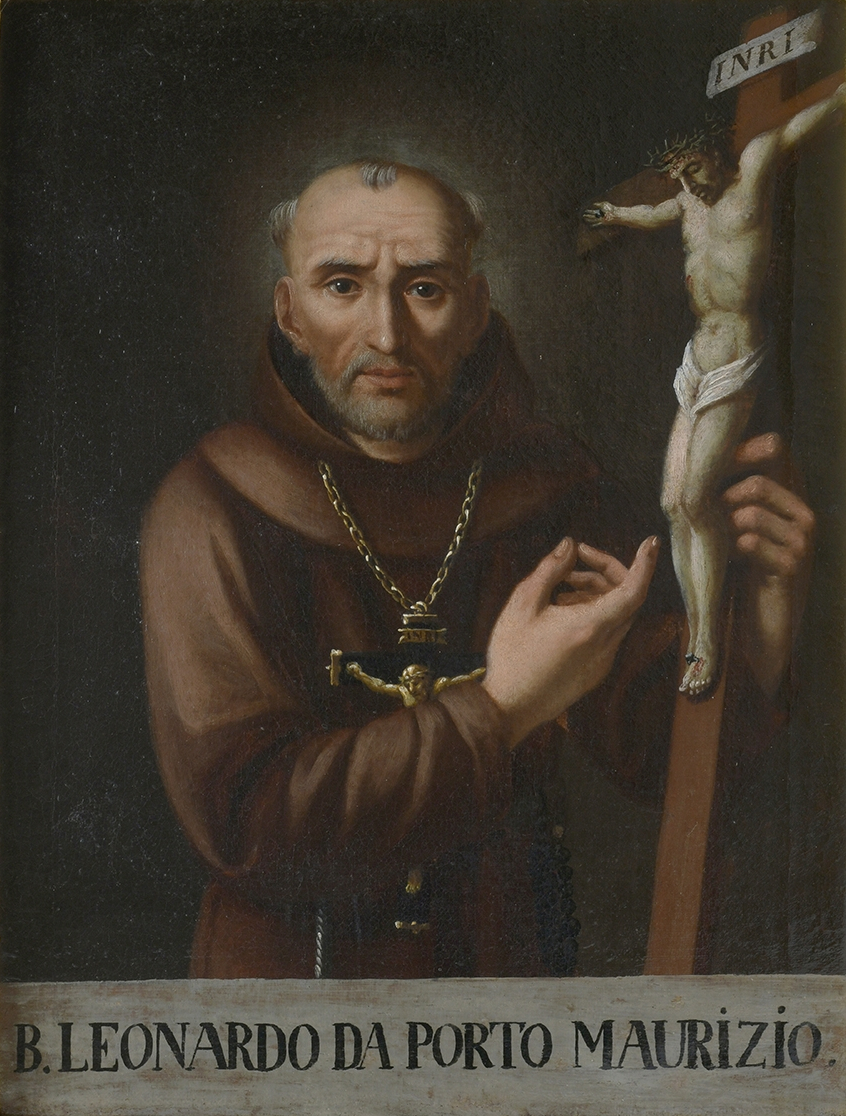
Sv. Leonard z Porto Maurizio, jeden z proslulých kazatelů Svatého roku 1750

### Příprava na jubileum
To byl papež Svatého roku 1750, jejž silně poznamenal svou právní a pastorační zkušeností. Nunciům, biskupům a vládcům dal rozeslat 5. května 1749 oznámení o vyhlášení Svatého roku. V další konstituci pak velmi jasně shrnul celou dosavadní teologickou nauku jubilejních roků, obsaženou v bulách svých předchůdců, poprvé jasně vypočítal všechny podmínky k získání odpustků Svatého roku, mezi nimi na prvním místě zdůraznil upřímnou a kající zpověď.
Nejenže dal opravit řadu římských chrámů pro nastávající jubileum významnými umělci, ale zorganizoval i duchovní přípravu věřících řadou katechetických kázání, jež se konala i během Svatého roku v různých římských bazilikách. K tomu účelu svolal do Říma i slavné kazatele různých řádů, mezi nimiž byl i později svatořečený kapucín Leonard z Porto Maurizio, který v různých částech Říma strhoval svou prostou výmluvností poutníky k pokání.

## PrůběhSvatého roku

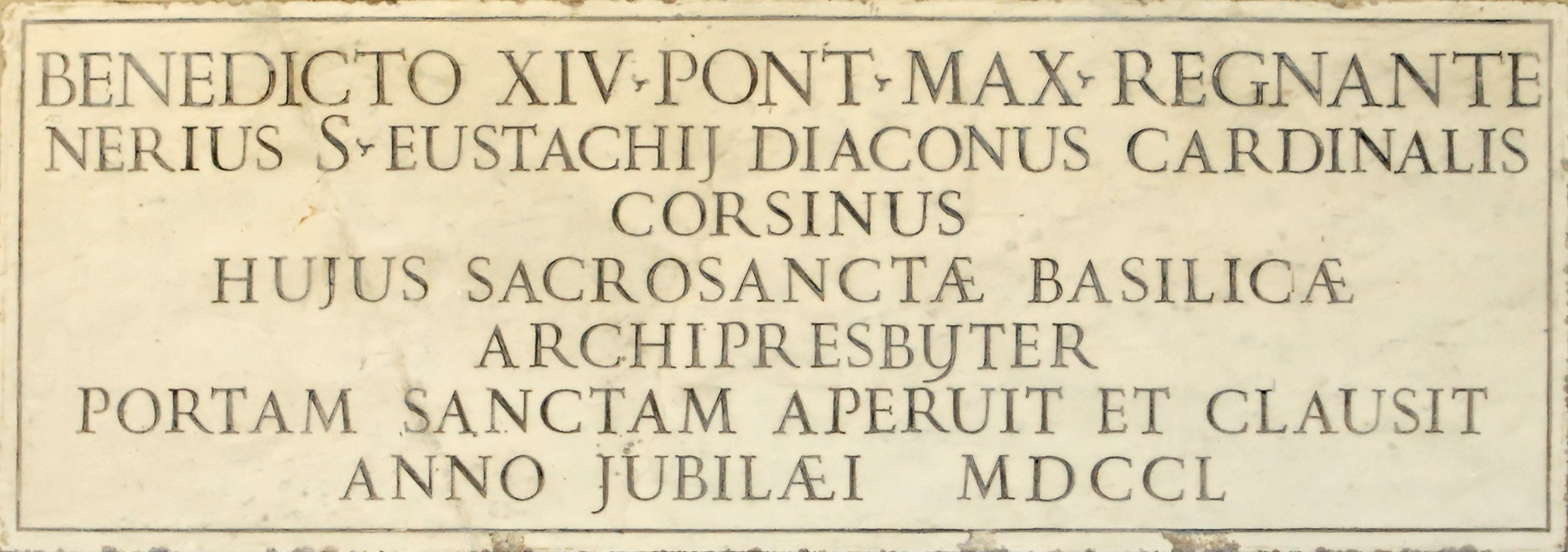
Nápis připomínající otevření a zavření Svaté brány papežem Benediktem XIV. k jubilejnímu roku 1750. Křížová chodba Lateránské baziliky.

Aby během jubilejního roku bylo postaráno o duchovní potřeby poutníků, jmenoval k tomu účelu papež Benedikt zvláštní komisi kardinálů. Jiná měla zase pečovat o jejich hmotné potřeby. Svatou bránu svatopetrské baziliky otevřel papež podle tehdy vžitého zvyku v předvečer Vánoc 1749. Po celý rok střežila Svaté brány čestná stráž Rytířů svatých Petra a Pavla.

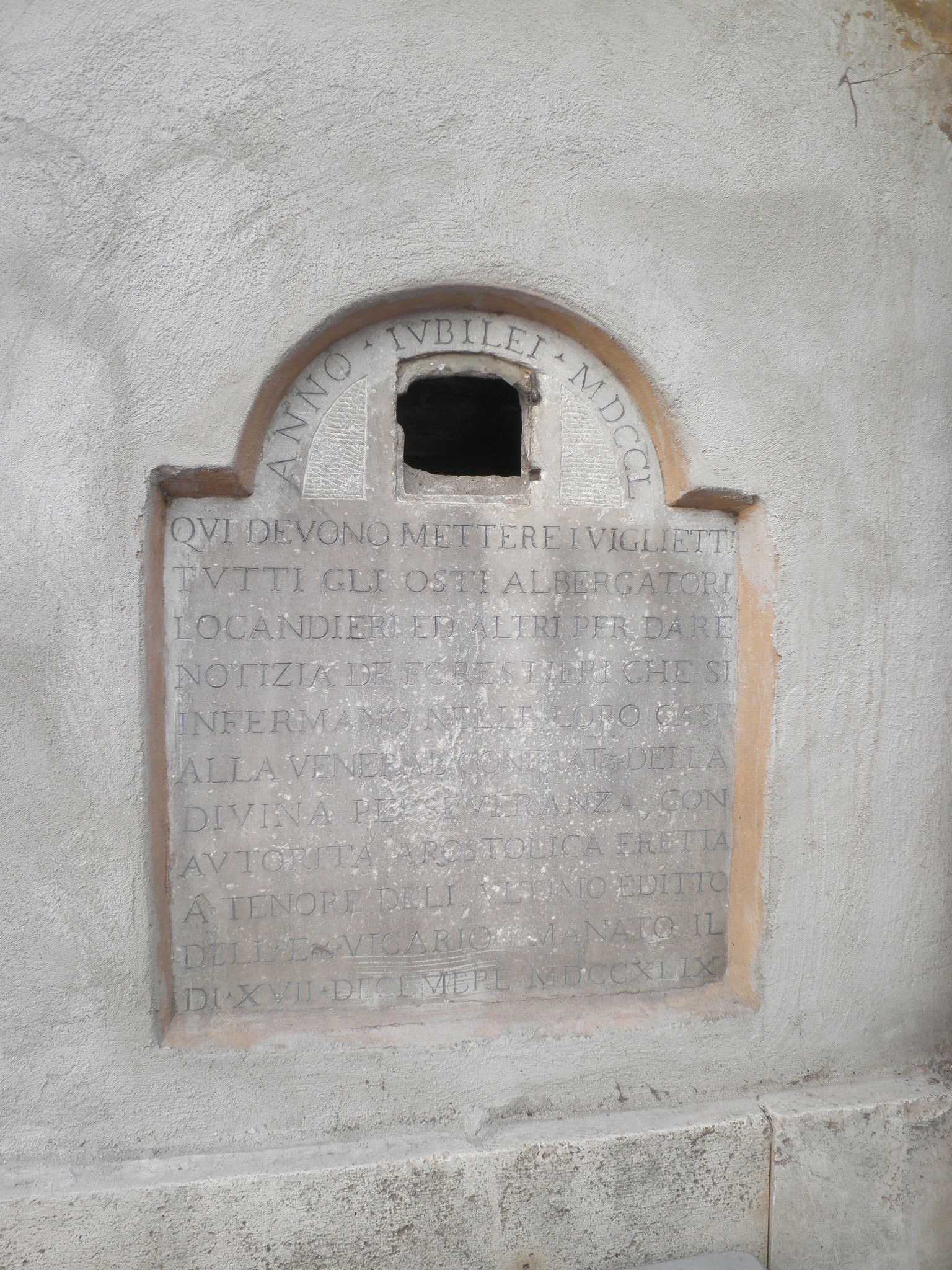
Poštovní schránka z jubilejního roku 1750, instalovaná na zdi kostela sv. Salvátora (Piazza delle Coppelle, Řím), aby hoteliéři mohli hlásit nemocné poutníky.

I přes válečné nepokoje připutovalo do Říma mnoho poutníků, mezi nimiž tentokrát vzbudili velkou pozornost poutníci z daleké Arménie. Přišli do Říma s prapory, zpěváky, s dvěma biskupy a devíti kněžími. Papež sám je přivítal ve Svatopetrské bazilice a pak byli ubytování v hospici Nejsvětější Trojice, který tehdy poskytl pohostinství 194.834 poutníkům. Na jejich vydržování značně přispěli i vévoda Salviati a kníže Odescalchi. Benedikt XIV. pokřtil 22. května v bazilice Panny Marie sopra Minerva 22 obrácených židů. Během Svatého roku dal se svolením papeže zřídit sv. Leonard z Porto Maurizio v Koloseu čtrnáct kapliček křížové cesty a uprostřed vztyčit vysoký kříž na počest křesťanských mučedníků, kteří tam pro Krista v prvních stoletích prolili svou krev.
Když Benedikt XIV. uzavíral 24. prosince Svatou bránu, mohl být spokojen s duchovním užitkem, který přinesl poutníkům. Bylo jich méně než dříve, ale přišli s duchem usebranosti a modlitby. Také tehdy se Svatý rok obešel bez vnějších okázalostí. Jen kronikáři zaznamenali několik podrobností, jež spíše charakterizují papeže, jenž Svatý rok pečlivě připravil a šťastně uzavřel. Během Svatého roku se prý k němu přiblížil jakýsi starý kapucín, celý vzrušený a plačící. Benedikt XIV. se ho zeptal: „Co se stalo?“ Kapucín odpověděl: „Svatý Otče, měl jsem zjevení, že se narodil Antikrist. A papež se otázal: „Jak je starý?“ „Teď má tři nebo čtyři roky,“ odpověděl vzrušený řeholník. „Dobře, dobře, to už se týká mého nástupce,“ řekl mu dobrosrdečně papež.
Na sklonku Svatého roku k němu přišli i dva přesvědčení luteráni. Papež se s nimi rozloučil slovy: „Synové, požehnání starých lidí je rozšířeno u všech národů. Žehnám vám a nechť vás Hospodin osvítí.“